# إنريكي تومسون
انريكي تومسون (15 ديسمبر 1897 – 22 ديسمبر 1928) هو لاعب حواجز أرجنتيني. تنافس في سباق 400 متر حواجز للرجال في دورة الألعاب الأولمبية الصيفية عام 1924.

## روابط خارجية
- إنريكي تومسون على موقع أوليمبيديا (الإنجليزية)